# Донська область
Донська область — територіальна одиниця РСФРР у 1920–1924 роках.
Донська область входила до Південного Сходу Росії разом з Кубанською областю, Дагестаном, Терською й Ставропольською губерніями.
Утворена 20 березня 1920 року з більшої частини ліквідованої Області Всевеликого Війська Донського.
Адміністративний центр – Ростов-на-Дону.

## Передача територій Донської області

### До Донецької губернії УСРР
Постановою РНК від 23 березня 1920 року й ВЦВК від 26 квітня 1920 року ВУЦВК від 16 квітня 1920 року в Україні була утворена Донецька губернія, до складу якої з Донської області були повністю передані Таганрізький округ, частково Донецький й Черкаський округи, а також Сулиновська волость.

### До Царицинської губернії РСФРР
Постановою НКВС від 29 березня 1919 року й постановою ВЦВК від 4 квітня 1921 року велика територія Донської області повинна була бути передана до складу Царицинської губернії. До складу Царицинської губернії передана територія 2-го Донського, Усть-Медведицького й Хоперського округів, а також частина Сальського й 1-го Донського округів.
Створена 21 квітня 1921 року міжвідомча приймально-здавальних комісія з представників Донської області й Царицинської губернії провела роботу по передачі 2-го Донського, Усть-Медведицького й Хоперського округів Царицинській губернії.

## Територіальний склад
Після приєднання цілих округів до Донецької та Царицинської губерній у Дінській області залишилися округи: Верхньо-Донський, Донецький, Морозовський, 1-й Донський, Ростовський, Сальський та Черкаський.
Одночасно зі скороченням території й перерозподілом окружних меж відбулися значні адміністративні зміни всередині округів й волостей Дінської області. Морозовський округ було утворено у 1921 році з частини 2-го Донського, Донецького, Верхньо-Донського й 1-го Донського округів.

### Повітовий поділ на 1921 рік
Станом на 1-ше березня 1921 року адміністративно-територіальний поділ Донської області складався з 1 округу й 7 повітів:
- Донецький округ,
- Перший Донський повіт,
- Другий Донський повіт,
- Ростовський повіт,
- Сальський повіт,
- Усть-Медведицький повіт,
- Хоперський (Верхньо-Донський) повіт,
- Черкаський повіт.[9]

### На 1923 рік
Декретом ВЦВК від 7 березня 1923 року було затверджено новий адміністративний поділ Донської області:
- Сальський округ,
- Морозовський округ,
- Черкаський округ,
- Ростовський округ,
- Донський округ,
- Донецький округ (до якого приєднали Верхньо-Донський округ).[5]

Чотири станичних юрти Верхньо-Донського округу передано до Царицинської губернії.

## Районування області
13 лютого 1924 ВЦВК видав Декрет «про районування Південно-Східної області», куди протягом 1924 року входила Донська область. Безпосереднє керівництво з районування було покладено на Крайову економічну раду Південного Сходу Росії.

## Скасування
Донська область ліквідована 13 лютого 1924 року.
За Постановою ВЦВК від 2 червня 1924 року й Крайекономради Південного Сходу Росії від 4 липня 1924 року Донська область скасовувалася, а її територія розділялася на 4 округи з безпосереднім підпорядкуванням Південно-Східному краю:
- Донецький округ,
- Морозовський округ,
- Ростовський округ (перейменований пізніше в Донський),
- Сальський округ.[14][15]

Територія Донської області разом з територією Кубано-Чорноморської області, Ставропольської, Терської губерній і міста Грозний ввійшла у склад Південно-Східної області.